# Бушати, Дитмир
Дитмир Буша́ти (алб. Ditmir Bushati; род. 24 марта 1977, Шкодер) — албанский политик, министр иностранных дел Албании с 2013 по 2019 год. Ранее он занимал должность председателя парламентского комитета по делам Европейского Союза. Член Социалистической партии.

## Происхождение и образование
Бушати родился в городе Шкодер, 24 Марта 1977. Женат на Аиде Бушати (Гугу), имеет двоих детей Геру и Мартина.
В 2009 году Бушати был выбран как депутат Округа Тираны, затем 23 июня 2013 был переизбранным в том же округе в парламенстких выборах страны. Бушати с отличием окончил юридический факультет Тиранского Университета в 1999 году. Имеет степень магистра в области международного публичного права (магистра права) Лейденского университета в Нидерландах (2001).
Бушати был бенефициаром различных стипендиальных программ обучения и исследований, таких как: TEMPUS, NUFFIC, Victor Felsom, Kokalis. Он был
исследователем в области международного публичного права в институте TMC Asser в Гааге, Нидерландах (2003) и исследователем по европейским делам в университете Афин, Греция (2000). Кроме того, Бушати преподавал ряд дисциплин по международным делам в престижных университетах, таких как Гарвардский университет; Академия международного права в Далласе, США; Академия Университета Або в Финляндии.

## Прочие должности и обязанности
Перед тем как заняться политической деятельностью, Бушати был гражданским активистом. Он организовал и продвигал Европейское движение в Албании.
Он являлся Председателем Парламентского Комитета по Вопросам Европейской Интеграции (2011—2013) и членом Парламентского Комитета ЕС — Албания. С 2011 года является членом Социалистической Партии Албании.
Бушати является также преподавателем Европейского Права и Процесса Расширения ЕС при различных учреждений и исследовательных университетов в Албании и Косово. Он опубликовал научные труды и статьи в областях, связанных с процессом расширения ЕС, Международного Публичного Права и Европейского Права.

## Прочие сведения
Бушати работал аналитиком в Freedom House (2007—2008) с докладом «Страны переходного периода» (Nations in Transit); национальный корреспондент Европейского Общества Международного Права (ESIL); национальный координатор Общества Открытого Фонда (OSF) для мониторинга Процесса Европейской Интеграции Албании (2006—2008). Он служил в качестве консультанта по различным проектам ЕС, Всемирного Банка, USAID, GIZ, OSI, Фонда Фридриха Эберта, IOM, SNV.
Свободно говорит на английском и итальянском языках и имеет хорошее знание французского языка.

## Государственная служба
Дитмир Бушати занимал пост директора по вопросам правовой гармонизации в Министерстве европейской интеграции Албании. В этой роли он был членом команды, которая вела переговоры о Соглашении о стабилизации и ассоциации с Европейским союзом. Бушати был советником по европейским вопросам при заместителе премьер-министра, также занимал должность юридического советника в Конституционном суде, аппарате Президента Республики Албания и Международном трибунале по бывшей Югославии.